# Vierer-Canadier

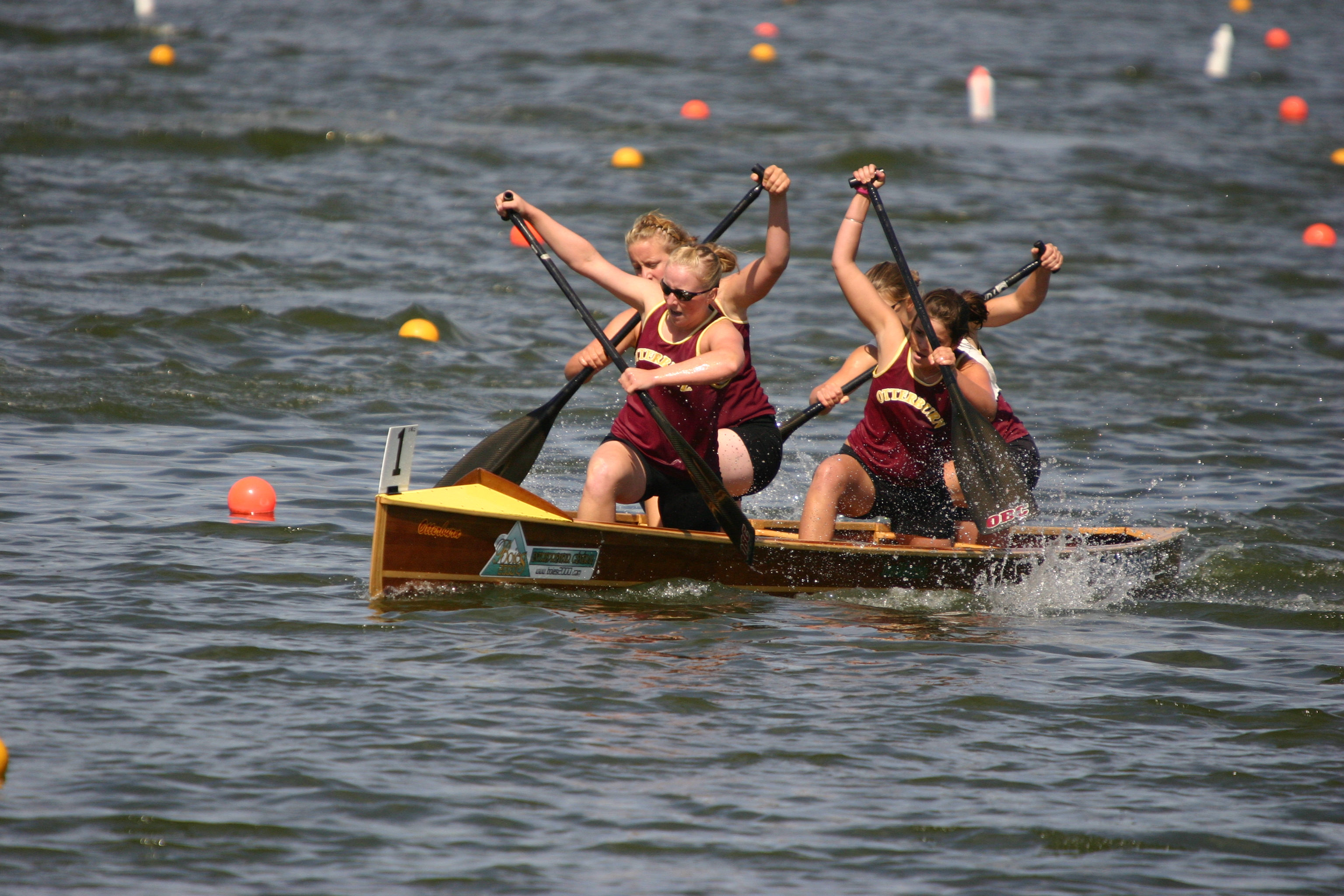
Frauen-Vierer-Canadier im Rennen

Der Vierer-Canadier (C4) (auch Canadier-Vierer oder Vierer-Kanadier) ist eine Bootsklasse im Kanurennsport. Es handelt sich dabei um einen Canadier, der von vier knienden Personen mit Stechpaddeln bewegt wird.
Der Vierer ist die schnellste Canadier-Bootsklasse im Kanurennsport und sogar schneller als der Achter, da dieser eine breitere Bauform hat und aufgrund des Steuermannes auch ein höheres Gewicht je Paddler.

## Technik
Das Paddel wird im Vierer-Canadier von den jeweils zwei Paddlern auf rechten und linken Seite des Bootes eingesetzt, wobei jeder Paddler stets auf der gleichen Seite paddelt. Die Paddler sind so im Boot verteilt, dass jeweils ein Rechts- und ein Linksschläger hintereinander knien. Der  vorderste Paddler wird als Schlagmann bezeichnet und gibt die Schlagfrequenz vor, die von den anderen Paddlern möglichst synchron übernommen wird. Der Geradeauslauf des Bootes wird durch einen speziellen Steuerschlag (J-Schlag) sichergestellt.

## Disziplinen
Der Vierer-Canadier ist eine relativ junge Bootsklasse, die erst in den 1980er Jahren anstelle des sich international nicht durchsetzenden Siebener-Canadiers und des nur in Deutschland gefahrenen Achter-Canadiers als Mannschaftsboot der Canadierdisziplin etablierte. Der C4 der Herren über 500 und 1000 m ist seit 1989, seit 1993 auch über 200 m, Disziplin der Kanurennsport-Weltmeisterschaften. Frauen-Rennen sind in Europa aus traditionellen Gründen nicht üblich, in Nordamerika finden jedoch Wettkämpfe darin statt.

## Bootsmaße
Der C4 ist max. 900 cm lang. Die Breite des Bootes ist seit 2001 nicht mehr festgelegt und ist seitdem immer schmaler geworden. Neueste Boote sind ca. 50 cm breit.